# Џејма Мејс
Џејмија Сузет Мејс (енгл. Jamia Suzette Mays; Бристол, 16. јул 1979) америчка је глумица. Позната је по улози Еме Пилсбери у серији Гли (2009—2015).

## Детињство и младост
Рођена је 16. јула 1979. године у Бристолу, а одрасла у Брандију. Ћерка је Сузан Полет и Џејмса Едвина Мејса, професора у средњој школи који је радио и у рударској индустрији. Са 15 година јој је понуђен посао да ради на локалној радио-станици читајући читуље.

## Филмографија

### Филм
| Улоге  |                     |               |                   |          |
| Година | Српски назив        | Изворни назив | Улога             | Напомена |
| 2006.  | Заставе наших очева |               | медицинска сестра |          |
| 2011.  | Штрумпфови          |               | Грејс Винслоу     |          |
| 2013.  | Штрумпфови 2        |               | Грејс Винслоу     |          |
| 2022.  | Зачарана 2          |               | Руби              |          |

### Телевизија
| Улоге       |                             |               |                 |                |
| Година      | Српски назив                | Изворни назив | Улога           | Напомена       |
| 2004.       | Џои                         |               | Моли            | 1 епизода      |
| 2005.       | Шест стопа под земљом       |               | Дона            | 1 епизода      |
| 2005, 2013. | Како сам упознао вашу мајку |               | рецепционерка   | 2 епизода      |
| 2006.       | Доктор Хаус                 |               | Хана            | 1 епизода      |
| 2006.       | Свита                       |               | Џен             | 1 епизода      |
| 2006—2010.  | Хероји                      |               | Чарли Ендруз    | споредна улога |
| 2007.       | Шапат духова                |               | Џенифер Билингс | 1 епизода      |
| 2009—2015.  | Гли                         |               | Ема Пилсбери    | главна улога   |
| 2015—2018.  | Авантуре Мачка у чизмама    |               | Дулсинеа (глас) | главна улога   |